# 岩元栄次郎
岩元 栄次郎（旧字体：岩元 榮次󠄁郞、いわもと えいじろう、1882年（明治15年）1月15日 - 1946年（昭和21年）1月14日）は、大正から昭和期の日本の実業家・政治家。衆議院議員。

## 経歴
鹿児島県出水郡出水向江平良馬場（出水町を経て現出水市）で、旧薩摩藩士・岩元平次郎の長男として生まれた。1908年（明治41年）早稲田大学専門部政治経済科を卒業した。1927年（昭和2年）家督を相続した。
ジャパンタイムズ社明治堂記者となる。その後、帰郷して木炭商、農業を営む。また私塾「山北学館」を設立して1917年（大正6年）の廃館まで青年教育に尽力した。
実業界では、鹿児島県木炭改良組合連合会副会長、出水肥料取締役、南九州窯業取締役社長、鹿児島県観光協会評議員などを務めた。
政界では、出水郡会議員、出水町会議員、鹿児島県会議員（3期）、同参事会員、地方森林会議員、海外移住組合代議員、出水消防組頭などに在任した。
1936年（昭和11年）2月、第19回衆議院議員総選挙で鹿児島県第2区から立憲政友会所属で出馬して初当選し、1937年（昭和12年）4月の第20回総選挙（鹿児島県第2区、立憲政友会公認）でも再選され、その後、翼賛議員同盟に所属し衆議院議員に連続2期在任した。県立出水中学校・同女学校（現鹿児島県立出水高等学校）の開設、出水アルコール工場（現日本アルコール産業出水工場）の誘致になどに尽力した。
1946年1月、病のため死去した。